# Rodney Mullen
Pour les articles homonymes, voir Mullen.
John Rodney Mullen, (né le 17 août 1966 à Gainesville en Floride) est un skateboarder professionnel américain. Il est l'inventeur du street moderne dans la mesure où il a inventé les principaux tricks actuels tels que le kickflip, le heelflip, le 360 flip et leurs variations.
À l'instar de Tony Hawk, il est considéré comme l'un des skateurs les plus influents de l'histoire de la discipline.

## Biographie
Il aurait toujours voulu être un skater, mais son père, dentiste, s'y opposait, par peur qu'il se blesse. Finalement, il réussit à convaincre son père, à condition que celui-ci ne le surprenne jamais à skater sans protections. Il a ainsi débuté en 1974, à l'âge de 8 ans, et a remporté sa première compétition à l'âge de 11 ans, en étant le seul participant à porter des protections. Il devient professionnel en août 1980 en intégrant la Powell Peralta Bones Brigade.
La période 1986-91 est marquée par l'essor du street et Mullen gagne une très grande notoriété, digne d'une star du rock.
En 1992, il rejoint Plan B et fait sa première apparition en tant que skater de "street" dans la vidéo Questionable, considérée par beaucoup comme la plus grande vidéo de tous les temps. C'est à cette période qu'il acquiert ce style très spécial pour lequel il est toujours connu aujourd'hui : tricks de street extrêmement techniques, avec une grande touche de freestyle. C'est à cette occasion également qu'il prend ses distances avec le monde de la compétition.
En 2003, il a écrit un livre The Mutt: How to Skateboard and not Kill Yourself. Dans sa carrière et malgré son extrême longévité dans le monde du skate, il n'a participé qu'à très peu de compétitions. Ainsi, il ne prit jamais part aux X Games, contrairement à Tony Hawk, un skater de la même génération qui a opté pour un style très différent.

## Son influence sur le monde du skateboard
Il a inventé un nombre impressionnant de tricks. On lui attribue l'invention, dans les années 1980, de la plupart des flips actuels (notamment celles du kickflip et du heelflip). S'il n'a pas inventé le ollie (attribué à Alan Gelfand), il l'a néanmoins adapté en flat (sur un sol plat), révolutionnant ainsi tout le monde du skateboard. Il a aussi inventé le darkslide, qui consiste à slider en boardslide mais le skate à l'envers. De ce fait, le grip subit des détériorations importantes. Le underflip, qui tire son nom de la manière dont la planche tourne ; le skater la retourne en l'air, pose ses pieds en dessous, puis lui fait faire un flip. On lui doit aussi les figures de flat, tels le casper, le casper to 3-6 flip, le truckstand, le primo. Le casper est une figure où le skate est retourné sur le sol, les roues en l'air. Le skateur pose le pied sur le tail du skate, et le pied avant sous la planche, le tout tenant en équilibre. Le casper to 360 flip est un casper, mais pour repartir en flat (donc en position normale), le skateur fait un 360 flip. Le truckstand est comme le casper, mais le pied arrière est sur le truck arrière. Le primo consiste à mettre le skate sur la tranche, et à rester dessus, sur l'autre tranche. Ce sont des figures difficiles à maîtriser.
Rodney Mullen est bien représenté dans les différents épisodes des jeux vidéo Tony Hawk's Pro Skater 2, Tony Hawk's Underground, Tony Hawk's American Wasteland, Tony Hawk's Project 8, Tony Hawk's Proving Ground, Tony Hawk: Ride ainsi que le tout dernier Tony Hawk's Pro Skater HD, remake des premiers épisodes.
Il peut également être aperçu dans de très nombreuses vidéos (voir Vidéos).
Rodney Mullen est aussi connu pour avoir créé les marques de skate Tensor (sous Globe), Enjoi et Almost.

## Tricks inventés par Rodney Mullen
- Kickflip[1]
- Heelflip[1]
- Frontside & backside 180 kickflips ollie
- 50-50 saran wrap[1]
- Varial heelflip[1]
- 50-50 sidewinders[1]
- 360 Flip[1]
- 360 pressure flip[1]
- 540 double kickflip[1]
- 540 Shove-it[1]
- Casper 360 flip[1]
- Casper slides[1]
- Darkslides (adapté d'une idée de Mark Gonzales)[1]
- Double heelflips[1]
- Flat-ground ollie[1]
- Godzilla rail flip[1]
- Gazelle[1]
- Helipops (360 Nollie)[1]
- Half-cab kickflip underflip[1]
- Half-cab impossible[1]
- Helipop heelflips[1]
- Handstand flip[1]
- No Handed 50-50[1]
- Ollie nosebone[1]
- Ollie fingerflip[1]
- One footed ollie[1]
- Impossible[1]
- Kickflip underflip[1]

## Vidéos
- Powell Peralta: The Bones Brigade Video Show (1984)
- Powell Peralta: Future-Primitive (1985)
- Powell Peralta: The Search for Animal Chin (1986)
- Powell Peralta: Public Domain (1988)
- Vision: Psycho Skate (1988)
- World Industries: Rubbish Heap (1989)
- Plan B: Questionable (1992)
- Plan B: Virtual Reality (1993)
- Plan B: Second Hand Smoke (1994)
- Plan B: The Revolution (1997)
- World Industries: Rodney Mullen versus Daewon Song (1997)
- World Industries: Round 2: Rodney Mullen versus Daewon Song (1999)
- Globe Shoes: Opinion (2001)
- Almost Skateboards : Round Three (2005)